# Трудности выживания
«Тру́дности выживания» — российская комедия режиссёра Евгения Торреса. Премьера фильма в России состоялась 22 августа 2019 года.

## Сюжет
Фильм расскажет о молодой журналистке, отправляющейся на остров в южной части России, где проживает отшельник, чтобы узнать, что подвигло его на это, однако по прибытии на остров ей предстоит пережить мощный шторм, ужасы обмана и другие трудности выживания…

## В ролях
| Актёр                | Роль                              |
| -------------------- | --------------------------------- |
| Василий Бриченко     | Андрей                            |
| Елизавета Кононова   | Нина                              |
| Ян Цапник            | Щукин                             |
| Александр Самойленко | Митрич                            |
| Николай Фоменко      | генеральный продюсер              |
| Анна Ардова          | Света                             |
| Надежда Сысоева      | Лена                              |
| Артём Маркарьян      | Коля                              |
| Александр Носков     | браконьер                         |
| Максим Важов         | браконьер                         |
| Дмитрий Мухамадеев   | браконьер                         |
| Евгений Рыбов        | браконьер                         |
| Варвара Верховых     | секретарша генерального продюсера |
| Артём Семакин        | мужчина                           |